# Migas borealis
Migas borealis är en spindelart som beskrevs av Wilton 1968. Migas borealis ingår i släktet Migas och familjen Migidae. Inga underarter finns listade i Catalogue of Life.